# Platycephala sinensis
Platycephala sinensis är en tvåvingeart som beskrevs av Yang 1994. Platycephala sinensis ingår i släktet Platycephala och familjen fritflugor.
Artens utbredningsområde är Shaanxi (Kina). Inga underarter finns listade i Catalogue of Life.